# Mălini
Mălini là một xã thuộc hạt Suceava, România. Dân số thời điểm năm 2002 là 7206 người.